# Copa LEB Plata
La Copa LEB Plata es un campeonato disputado desde la temporada 2000-01 y 2023-24 entre equipos de la Liga LEB Plata.
Empezó denominándose Copa LEB 2, al igual que la liga de donde se creó, desde el 2001 hasta el 2007. Desde la edición de 2008 hasta la de 2024, tomó la denominación de Copa LEB Plata, al cambiar también el nombre de la liga.
En la temporada 2024-25 se fusionan las competiciones Copa Princesa y Copa LEB Plata, y nace la Copa España como nueva competición. Participan 40 equipos, de las tres divisiones del baloncesto FEB: Primera FEB, Segunda FEB y Tercera FEB.

## Formato
A lo largo de su historia la competición ha tenido diversos formatos:
- Desde la edición de 2001 hasta la de 2008: la Copa se disputaba en formato Final Four. La jugaban los tres primeros clasificados al final de la primera vuelta de la liga regular, más el equipo organizador, en la sede del equipo anfitrión. Si el equipo organizador se había clasificado entre los tres primeros en la primera vuelta, entraba el cuarto clasificado.
- En la edición de 2009: la Copa la juegan los dos primeros clasificados de la liga regular al final de la primera vuelta a partido único en casa del primer clasificado. El ganador obtiene el derecho a ser el primer cabeza de serie de los playoffs de ascenso en caso de quedar entre los cinco primeros de la liga regular.
- En la edición de 2010: al desaparecer la liga LEB Bronce, la liga LEB Plata absorbe a algunos de sus equipos, quedando conformada por primera vez en dos grupos (A y B). Esta temporada, la Copa la juegan los primeros clasificados de cada grupo al término de la primera vuelta de la primera fase, a partido único. Se juega en casa del equipo con más victorias en ese momento.  El campeón es el primer cabeza de serie en caso de quedar entre los cinco primeros en los playoffs de ascenso.
- Desde la edición de 2011 hasta la de 2018: la Liga vuelve al formato de grupo único y  la Copa vuelven a jugarla los dos primeros clasificados de la liga regular al final de la primera vuelta a partido único en casa del primer clasificado. Igualmente el campeón de  Copa, si queda entre los cinco primeros en la liga regular, es el primer cabeza de serie en las eliminatorias de ascenso.
- Desde la edición de 2019 hasta la del 2024: La Liga se amplía a 24 equipos en dos grupos (Este y Oeste). La Copa la juegan el primer clasificado de cada grupo al término de la primera vuelta, en casa del equipo con mejor balance victorias/derrotas. Continúa la norma, el campeón será el primer cabeza de serie, en caso de quedar entre los cinco primeros en la liga regular, en los playoffs de ascenso.

## Finales
| Ed.            | Año        | Sede             | Campeón                         | Resultado  | Subcampeón                       | MVP             |  |
| Copa LEB 2     | Copa LEB 2 | Copa LEB 2       | Copa LEB 2                      | Copa LEB 2 | Copa LEB 2                       | Copa LEB 2      |  |
| -------------- | ---------- | ---------------- | ------------------------------- | ---------- | -------------------------------- | --------------- |  |
| I              | 2001       | Algeciras        | CB Tarragona (1)                | 84–82      | Llobregat Centre Cornellà        | Salva Camps     |  |
| II             | 2002       | Bilbao           | Basket Bilbao Berri (1)         | 84–74      | CB Tarragona                     | Lucho Fernández |  |
| III            | 2003       | Plasencia        | CB Aracena (1)                  | 80–71      | CB Plasencia                     | DeCarlo Deveaux |  |
| IV             | 2004       | Logroño          | Caja Rioja (1)                  | 77–75      | Rosalía Peixe Galego             | Manu Coego      |  |
| V              | 2005       | Gandía           | Autocid Ford Burgos (1)         | 98–78      | Aguas de Valencia-Expobar        | Tony Smith      |  |
| VI             | 2006       | Pontevedra       | Autocid Ford Burgos (2)         | 88–79      | CAI Huesca La Magia              | Diego Guaita    |  |
| VII            | 2007       | Santiago         | Club Ourense Baloncesto (1)     | 90–80      | Ciudad de La Laguna Canarias     | Sony Vázquez    |  |
| Copa LEB Plata |            |                  |                                 |            |                                  |                 |  |
| VIII           | 2008       | Palencia         | Akasvayu CB Vic (1)             | 66–64      | CB Illescas Urban CLM            | Eulis Báez      |  |
| IX             | 2009       | Palencia         | Faymasa Palencia (1)            | 69–65      | Torrons Vicens-CB L'Hospitalet   | Carles Bravo    |  |
| X              | 2010       | Huesca           | Lobe Huesca (1)                 | 89–67      | Huelva la Luz                    | Stevie Johnson  |  |
| XI             | 2011       | Logroño          | Knet Rioja (2)                  | 79–72      | BC River Andorra                 | Sidão Santana   |  |
| XII            | 2012       | Andorra la Vieja | Aurteneche Maquinaria Álava (1) | 82–74      | BC River Andorra                 | Alberto Ausina  |  |
| XIII           | 2013       | Guadalajara      | CEBA Guadalajara (1)            | 78–71      | Unión Financ. Asturiana Oviedo   | Sergio Llorente |  |
| XIV            | 2014       | Fuenlabrada      | CB Prat (1)                     | 83–79      | Fundación Baloncesto Fuenlabrada | Sergio Pérez    |  |
| XV             | 2015       | Castellón        | Amics Castelló (1)              | 88–73      | CEBA Guadalajara                 | Nick Washburn   |  |
| XVI            | 2016       | Ávila            | Marín Ence PeixeGalego (1)      | 76–66      | Carrefour 'El Bulevar' de Ávila  | Antonio Pantín  |  |
| XVII           | 2017       | Granada          | Covirán Granada (1)             | 80–74      | HLA Lucentum                     | Jesús Fernández |  |
| XVIII          | 2018       | Granada          | Covirán Granada (2)             | 71–63      | Fundación Globalcaja La Roda     | Devin Wright    |  |
| XIX            | 2019       | Alicante         | HLA Alicante (1)                | 86–68      | Aquimisa Lab.-Queso Zamorano     | Álex Galán      |  |
| XX             | 2020       | Azpeitia         | Juaristi ISB (1)                | 74–69      | Bàsquet Girona                   | Spencer Reaves  |  |
| XXI            | 2021       | Barcelona        | Juaristi ISB (2)                | 84–82      | Barça B                          | Ibón Guridi     |  |
| XXII           | 2022       | Amorebieta       | Teknei Bizkaia Zornotza (1)     | 66–64      | Sant Antoni Ibiza Feeling        | Alberto Cabrera |  |
| XXIII          | 2023       | Mahón            | UBU Tizona (1)                  | 90–76      | Hestia Menorca                   | Joe Cremo       |  |
| XXIV           | 2024       | Zamora           | Zamora Enamora (1)              | 95–89      | Odilo FC Cartagena CB            | Jonas Paukštė   |  |

## Palmarés
Clubes
| Club                                   | Títulos | Años       |
| -------------------------------------- | ------- | ---------- |
| Club Baloncesto Clavijo                | 2       | 2004, 2011 |
| Club Baloncesto Atapuerca              | 2       | 2005, 2006 |
| Fundación Club Baloncesto Granada      | 2       | 2017, 2018 |
| Iraurgi Saski Baloia                   | 2       | 2020, 2021 |
| Club Bàsquet Tarragona                 | 1       | 2001       |
| Club Basket Bilbao Berri               | 1       | 2002       |
| Club Baloncesto Aracena                | 1       | 2003       |
| Club Ourense Baloncesto                | 1       | 2007       |
| Club Bàsquet Vic                       | 1       | 2008       |
| Palencia Baloncesto                    | 1       | 2009       |
| Club Baloncesto Peñas Huesca           | 1       | 2010       |
| Araberri Basket Club                   | 1       | 2012       |
| CEBA Guadalajara                       | 1       | 2013       |
| Club Bàsquet Prat                      | 1       | 2014       |
| Amics del Bàsquet Castelló             | 1       | 2015       |
| Club Baloncesto Peixefresco Marín      | 1       | 2016       |
| Fundación Lucentum Baloncesto Alicante | 1       | 2019       |
| Zornotza Saskibaloi Taldea             | 1       | 2022       |
| Club Baloncesto Tizona                 | 1       | 2023       |
| Club Baloncesto Zamora                 | 1       | 2024       |

Entrenadores
- 2 títulos:  Pablo Pin (2017 y 2018), Iñaki Jiménez (2020 y 2021).
- 1 título: Ricard Casas (2001), Txus Vidorreta (2002), Xavi Pascual (2003), Pablo Alonso (2004), José Luis Oliete (2005), Antonio Bohigas (2006), Daniel García (2007), Xavi García (2008), Natxo Lezkano (2009), Ángel Navarro (2010), Jesús Sala (2011), Iñaki Merino (2012), Ángel Cepeda (2013), Carles Durán (2014), Antonio Ten (2015), Javier Llorente (2016), Pedro Rivero (2019), Mikel Garitaonandia (2022), Diego Ocampo (2023), Saulo Hernández (2024).